# Isabella (druivenras)

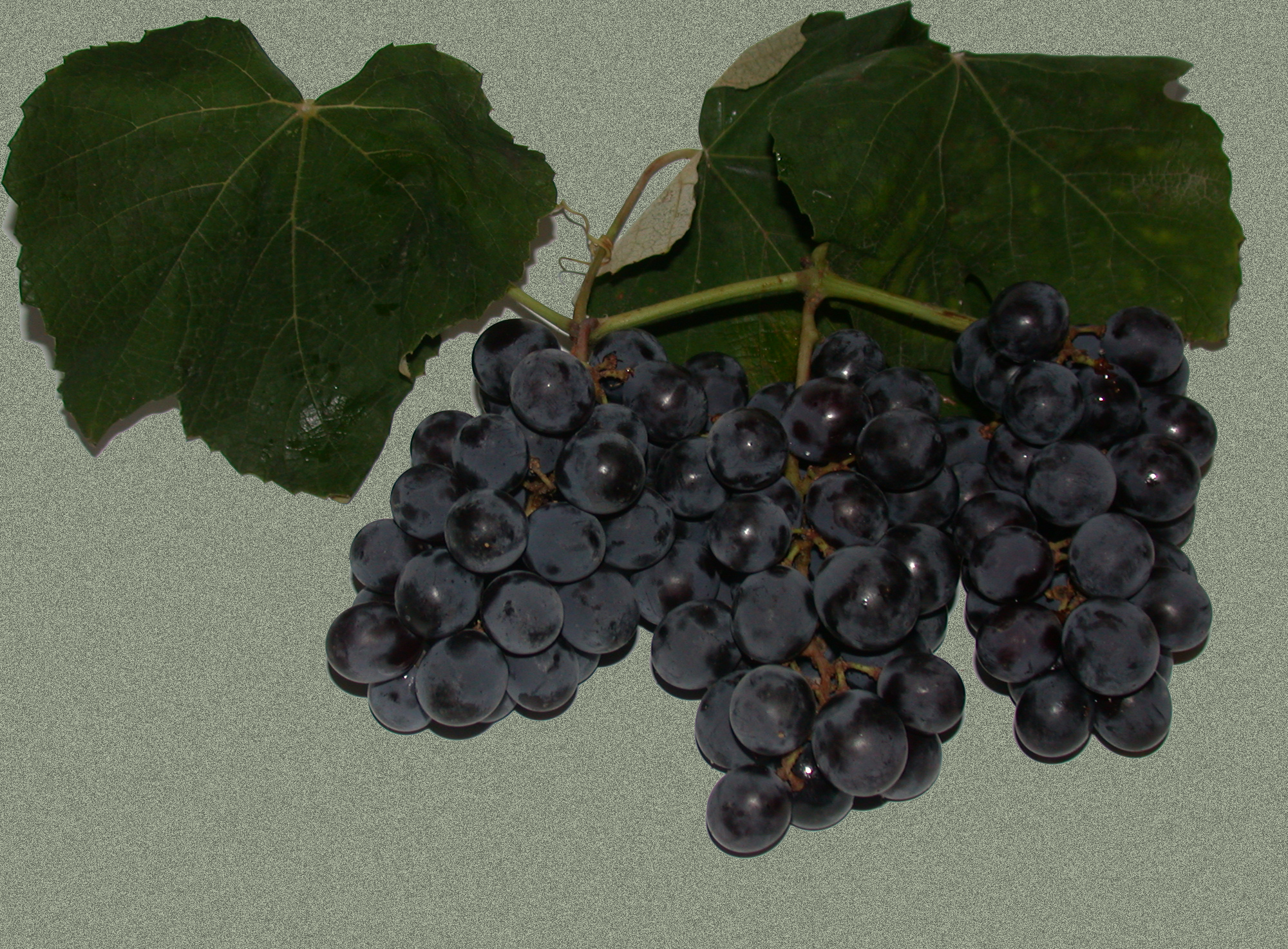
Druivenras Isabella

De Isabella is een hybride blauwe druivenvarieteit, waar onder meer de Oostenrijkse Uhudler en de Italiaanse Fragolinowijnen van worden gemaakt.

## Geschiedenis
Het is een van de oudste inheemse druivenrassen van de Verenigde Staten, voortkomend uit een kruising van de inheemse Vitis labrusca met een tot dusver onbekende Vitis vinifera-variëteit. In het begin van de 19e eeuw werd deze voor het eerst aangetroffen in een tuin in Dorchester County, South Carolina.
Uiteindelijk komt de druif in 1822 terecht in de botanische tuin van Flushing, waar zij de naam Isabella krijgt naar de vrouw van George Gibbs, een Amerikaanse oenoloog die de plant naar Flushing bracht.

## Kenmerken
De Isabella druif heeft een zoete smaak met sterke aarbeienaroma's en heet daarom Uva Fragola oftewel 'aardbei-druif' in het Italiaans. De druif is zowel geschikt als consumptiedruif als wijndruif. 
De schil van de Isabella is vrij taai en donkerpaars, tegen het zwarte aan zelfs, terwijl het vruchtvlees groen-geel is van kleur. De druiventrossen bestaan uit relatief grote druiven die dicht op elkaar zitten.
De druif is goed bestand tegen tropische en subtropische klimaatomstandigheden, met als nadeel dat zij wel uiterst gevoelig is voor meeldauw en grauwe schimmel.
Doordat de druif afstamt van de Vitis labrusca, heeft de wijn een enigszins muffe ondertoon hetgeen de reden is dat de wijn door sommigen wordt omschreven als niet van een hoge kwaliteit zijnde. De Engelsen noemen de wijn "foxy", anderen waarderen de zoete aardbeiensmaak van de Isabelladruif en door veel Italianen wordt de Fragalino wijn van deze druif gewaardeerd als zomer- en dessertwijn. Fragalino wijn heeft een lichtroze kleur en een zoete smaak met aardbeienaroma's. De wijn wordt ook vergeleken met een goede muscat met hints van sprits en honing.
De handel in fragolino-wijn werd verboden door de Italiaanse regering en de EU. Hij werd verboden omdat het moeilijk is om tijdens de wijnproductie het gehalte van het giftige methanol te regelen.

## Gebieden
In het begin van de 19e eeuw was de Isabella een zeer dominante druif in de wijnbouw in de Verenigde Staten, maar anno 2015 is daar maar weinig van over. In de staat New York is er nog slechts 22 hectare mee verbouwd, waar zij meer en meer gebruikt wordt om mousserende wijn van te maken.
Er zijn echter ook een aantal landen waar deze druivensoort nog wel op grote schaal wordt verbouwd en dat zijn Brazilië met ruim 10.000 hectare, daar bekend onder de naam Isabel, maar ook India met 4500 hectare onder de naam Bangelore Blue.
 Ten slotte kent Moldavië een aanplant van 11.000 hectare en Oekraïne van ruim 2000.

## Synoniemen
- Alexander
- Americano
- Amerikanska Loza
- Ananas
- Ananaszszőlő
- Arkansastraube
- Banagalore Blue
- Bangalore Blue (India)
- Bellina
- Black Cape
- Blaue Isabella
- Bromostaphylo
- Capsunica
- Captraube
- Capwein
- Champania
- Christies' Improved Isabella
- Cilek Üzümü
- Cimavica
- Constantia
- Constanziatraube
- Dorchester
- Édes
- Eperszőlő Piros
- Eperzamatú
- Fragola
- Framboisier
- Fraula (Corsica)
- Fraulaghju
- Fravula
- Frutilla
- Gibb's Grape
- Gros Framboise (Zwitserland)
- Isabel (Brazilië)
- Isabella Blaue
- Isabella Nera (Italië)
- Isabelle (Frankrijk)
- Isabelle D'Amerique
- Isabellinha
- Izabel
- Izabela
- Izabela Crna
- Izabella (Hongarije)
- Izabella Piros
- Izabelle
- Jahodovy Hrozen
- Kepshuna
- Kerkyraios
- Kokulu Ūzūm
- Koreos
- Lidia
- Loipe Makedonia (Noord-Macedonië)
- Moschostaphylo
- New Hanover
- Nostrano
- Odessa
- Ontessa
- Paign's Isabella
- Paine's Early Sanborton
- Payne's Early
- Paynes Isabella
- Piros Eperszölö
- Piros Izabella
- Raisin de Cassis
- Raisin du Cap (Frankrijk)
- Raisin Fraise
- Raisin Framboise
- Sainte Helena
- Sainte Helene
- Saluda
- Sampanija
- Sauborton
- Schuykill
- Strawberry Grape
- Tjortjidica
- Tzampela
- Tzortzidika Chakidike
- Tzortzines
- Utkopro
- Uva Americana
- Uva Cimice (Italië)
- Uva Fragola
- Uva Fraula
- Vernet
- Woodward
- Zampela